# Flagi gmin w województwie kujawsko-pomorskim
Flagi gmin w województwie kujawsko-pomorskim – lista symboli gminnych w postaci flagi, obowiązujących w województwie kujawsko-pomorskim.

Flaga województwa kujawsko-pomorskiego

Zgodnie z definicją, flaga to płat tkaniny określonego kształtu, barwy i znaczenia, przymocowywany do drzewca lub masztu. Może on również zawierać herb lub godło danej jednostki administracyjnej. W Polsce jednostki terytorialne (rady gmin, miast i powiatów) mogą ustanawiać flagi zgodnie z „Ustawą z dnia 21 grudnia 1978 o odznakach i mundurach”.  W pierwotnej wersji pozwalała ona jednostkom terytorialnym jedynie na ustanawianie herbów. Mimo to wiele miast i gmin, w tym w województwie kujawsko-pomorskim, podejmowało uchwały i używało flagi jako swojego symbolu. Dopiero „Ustawa z dnia 29 grudnia 1998 o zmianie niektórych ustaw w związku z wdrożeniem reformy ustrojowej państwa” oficjalnie potwierdziła prawo województw, powiatów i gmin do ustanawiania tego symbolu jednostki terytorialnej.
W 2025 w województwie kujawsko-pomorskim swoją flagę miały 105 ze 144 gmin. Symbol ten, w 2000, ustanowiło samo województwo.

## Lista obowiązujących flag gminnych

### Powiat aleksandrowski
| Gmina                       | Wzór | Opis |
| --------------------------- | ---- | --- |
| Miasto Aleksandrów Kujawski |      | Flaga miasta została ustanowiona uchwałą nr LXXV/599/24 z 25 marca 2024. Jest to prostokątny płat tkaniny o proporcjach 5:8, podzielony na trzy pionowe pasy: dwa czerwone i biały w stosunku 3:10:3. W jego centralnej części umieszczono godło z herbu miasta.                          |
| Gmina Aleksandrów Kujawski  |      | Flaga gminy została ustanowiona uchwałą nr XIII/178/08 z 31 marca 2008. Jest to prostokątny płat tkaniny o proporcjach 5:8 koloru czerwonego, w którego centralnej części umieszczono godło z herbu gminy.                                                                                |
| Gmina Bądkowo               |      | Flaga gminy, autorstwa Krzysztofa Dorcza, została ustanowiona uchwałą nr XXII-135/2009 z 22 kwietnia 2009. Jest to prostokątny płat tkaniny o proporcjach 5:8, podzielony na dwa poziome pasy: żółty i czerwony w stosunku 1:3. W jego centralnej części umieszczono godło z herbu gminy. |
| Miasto Ciechocinek          |      | Flaga miasta została ustanowiona uchwałą nr XXXVIII/222/17 z 27 października 2017. Jest to prostokątny płat tkaniny o proporcjach 5:8 koloru niebieskiego, w którego centralnej części umieszczono godło z herbu miasta.                                                                  |
| Gmina Koneck                |      | Flaga gminy została ustanowiona uchwałą nr X/61/03 z 14 listopada 2003. Jest to prostokątny płat tkaniny o proporcjach 5:8, podzielony na dwa równe pionowe pasy: żółty i błękitny. W jego centralnej części umieszczono herb gminy.                                                      |
| Miasto Nieszawa             |      | Flaga miasta została ustanowiona uchwałą nr XXVII/177/17 z 30 listopada 2017. Jest to prostokątny płat tkaniny o proporcjach 5:8 koloru białego, przez którego środek biegnie poziomy, falisty pas niebieski w stosunku 1:3. W jego centralnej części umieszczono herb miasta.            |
| Gmina Waganiec              |      | Flaga gminy została ustanowiona uchwałą nr XXXII/189/13 z 11 listopada 2013. Jest to prostokątny płat tkaniny o proporcjach 5:8, podzielony na dwa poziome pasy: złoty i czerwony w stosunku 3:1. W centralnej części górnego pasa umieszczono herb gminy.                                |
| Gmina Zakrzewo              |      | Flaga gminy to prostokątny płat tkaniny o proporcjach 5:8, podzielony na dwa równe pionowe pasy: błękitny i czerwony. W jego centralnej części umieszczono herb gminy. |

### Powiat brodnicki
| Gmina                              | Wzór | Opis |
| ---------------------------------- | ---- | --- |
| Gmina Bartniczka                   |      | Flaga gminy została ustanowiona uchwałą nr XXIV/115/09 z 20 czerwca 2009. Jest to prostokątny płat tkaniny o proporcjach 5:8 koloru niebieskiego, w którego centralnej części umieszczono godło z herbu gminy. |
| Gmina Bobrowo                      |      | Flaga gminy została ustanowiona uchwałą nr XXVII/280/13 z 21 sierpnia 2013. Jest to prostokątny płat tkaniny o proporcjach 5:8, podzielony na trzy pionowe pasy: dwa żółte (złote) i czerwony w stosunku 1:2:1. W jego centralnej części umieszczono godło z herbu gminy. |
| Miasto Brodnica                    |      | Flaga miasta została pozytywnie zaopiniowana przez Polskie Towarzystwo Weksylologiczne 15 marca 1998. Jest to prostokątny płat tkaniny o proporcjach 5:8, podzielony na cztery poziome pasy: biały, błękitny, biały i czerwony w stosunku 8:1:1:10. W lewym górnym rogu płata umieszczono herb miasta. Barwy flagi nawiązują do flagi Polski, a błękitny płat do rzeki Drwęcy. |
| Gmina Brodnica                     |      | Flaga gminy została ustanowiona uchwałą nr XXVII/171/2001 z 28 listopada 2001. Jest to prostokątny płat tkaniny o proporcjach 5:8, podzielony na dwie czerwone części: górną, z dwiema białymi poziomymi liniami falistymi i dolną, z białą dłonią z herbu gminy z lewej strony płata.                                                                                         |
| Gmina Brzozie                      |      | Flaga gminy, autorstwa Krzysztofa Mikulskiego i Lecha-Tadeusza Karczewskiego, została ustanowiona uchwałą nr X/60/2015 z 8 grudnia 2015. Jest to prostokątny płat tkaniny o proporcjach 5:8, podzielony na trzy poziome pasy: biały, czarny i czerwony w stosunku 0,75:35,5:0,75. W jego centralnej części umieszczono godło z herbu gminy.                                    |
| Miasto i gmina Jabłonowo Pomorskie |      | Flaga gminy została ustanowiona uchwałą nr X/50/07 z 6 lipca 2007. Jest to prostokątny płat tkaniny o proporcjach 5:8, podzielony na trzy poziome pasy: czerwony, żółty i czerwony w stosunku 2:1:1. |
| Gmina Osiek                        |      | Flaga gminy, autorstwa Krzysztofa Mikulskiego i Lecha-Tadeusza Karczewskiego, została ustanowiona uchwałą nr XIX/78/2004 z 29 grudnia 2004. Jest to prostokątny płat tkaniny o proporcjach 5:8 koloru czerwonego, w którego centralnej części umieszczono godło z herbu gminy.                                                                                                 |

### Miasto Bydgoszcz
| Wzór | Opis |
| ---- | --- |
|      | Flaga miasta została ustanowiona uchwałą nr XLIV/951/2005 z 30 marca 2005. Jest to prostokątny płat tkaniny o proporcjach 5:8, podzielony na trzy równe poziome pasy: biały, czerwony i błękitny. W jego centralnej części umieszczono herb miasta. |

### Powiat bydgoski
| Gmina                         | Wzór | Opis |
| ----------------------------- | ---- | --- |
| Gmina Białe Błota             |      | Flaga gminy została ustanowiona uchwałą nr XII/117/2003 z 24 listopada 2003. Jest to prostokątny płat tkaniny, podzielony na dwa równe pionowe pasy: zielony i żółty. W jego centralnej części umieszczono herb gminy.                                                             |
| Gmina Dąbrowa Chełmińska      |      | Flaga gminy została ustanowiona uchwałą nr XXX/232/06 z 14 czerwca 2006. Jest to prostokątny płat tkaniny o proporcjach 5:8 koloru białego, w którego centralnej części umieszczono herb gminy.                                                                                    |
| Miasto i gmina Koronowo       |      | Flaga gminy to prostokątny płat tkaniny o proporcjach 3:5, podzielony na trzy równe poziome pasy: niebieski, żółty i zielony. W jego centralnej części umieszczono herb gminy. |
| Gmina Nowa Wieś Wielka        |      | Flaga gminy, autorstwa Lecha-Tadeusza Karczewskiego, została ustanowiona uchwałą nr XXXIII/338/06 z 7 lutego 2006. Jest to prostokątny płat tkaniny o proporcjach 5:8 koloru czerwonego, w którego centralnej części umieszczono godło z herbu gminy, a pod nim biały poziomy pas. |
| Gmina Osielsko                |      | Flaga gminy została ustanowiona uchwałą nr VI/59/2002 z 9 października 2002. Jest to prostokątny płat tkaniny o proporcjach 5:8, podzielony na dwa równe pionowe pasy: zielony i żółty. W jego centralnej części umieszczono herb gminy.                                           |
| Miasto i gmina Solec Kujawski |      | Flaga gminy została ustanowiona uchwałą nr V/30/2003 z 14 lutego 2003. Jest to prostokątny płat tkaniny o proporcjach 5:8, podzielony na trzy równe pionowe pasy: czerwony, biały i niebieski. W jego centralnej części umieszczono godło z herbu gminy.                           |

### Powiat golubsko-dobrzyński
| Gmina                             | Wzór | Opis |
| --------------------------------- | ---- | --- |
| Gmina Ciechocin                   |      | Flaga gminy została ustanowiona uchwałą nr XX/89/2012 z 30 maja 2012. Jest to prostokątny płat tkaniny o proporcjach 5:8 koloru błękitnego, z którego lewej strony płata umieszczono godło z herbu gminy.                                                                                           |
| Miasto Golub-Dobrzyń              |      | Flaga miasta, autorstwa Krzysztofa Mikulskiego i Lecha-Tadeusza Karczewskiego, została ustanowiona uchwałą nr XXIII/242/2001 z 1 marca 2001. Jest to prostokątny płat tkaniny o proporcjach 5:8 koloru czerwonego, z białym krzyżem św. Andrzeja. W jego centralnej części umieszczono herb miasta. |
| Gmina Golub-Dobrzyń               |      | Flaga gminy została ustanowiona uchwałą nr XXXIV.190.2017 z 2 czerwca 2017. Jest to prostokątny płat tkaniny o proporcjach 5:8 koloru czerwonego, z którego lewej strony płata umieszczono godło z herbu gminy, przedzielony na pół białą linią falistą, będącą przedłużeniem godła.                |
| Miasto i gmina Kowalewo Pomorskie |      | Obecna wersja flagi gminy, autorstwa Alfreda Znamierowskiego, została ustanowiona została uchwałą nr XIII/104/19 z 17 grudnia 2019. Jest to prostokątny płat tkaniny o proporcjach 5:8 koloru czerwonego, w którego centralnej części umieszczono herb gminy.                                       |

### Miasto Grudziądz
| Wzór | Opis |
| ---- | --- |
|      | Flaga miasta została ustanowiona 23 listopada 1990. Jest to prostokątny płat tkaniny o proporcjach 5:8, podzielony na trzy równe poziome pasy: żółty, czerwony i biały. |

### Powiat grudziądzki
| Gmina                | Wzór | Opis |
| -------------------- | ---- | --- |
| Gmina Grudziądz      |      | Flaga gminy to prostokątny płat tkaniny, podzielony na trzy pionowe pasy: dwa błękitne i czerwony. W jego centralnej części umieszczono herb gminy.                                                                                             |
| Miasto i gmina Łasin |      | Flaga gminy została ustanowiona uchwałą nr XXX/196/98 z 27 stycznia 1998. Jest to prostokątny płat tkaniny o proporcjach 5:8, podzielony na trzy równe poziome pasy: czerwony, biały i czarny. W jego centralnej części umieszczono herb gminy. |

### Powiat inowrocławski
| Gmina                    | Wzór | Opis |
| ------------------------ | ---- | --- |
| Miasto i gmina Gniewkowo |      | Flaga gminy to prostokątny płat tkaniny koloru czerwonego, w którego centralnej części umieszczono godło z herbu gminy. |
| Miasto i gmina Kruszwica |      | Flaga gminy to prostokątny płat tkaniny o proporcjach 5:8, podzielony na dwa równe poziome pasy: biały i zielony. W centralnej części górnego pasa umieszczono herb gminy.                                                                                              |
| Miasto Inowrocław        |      | Flaga miasta została ustanowiona 26 kwietnia 1996. Jest to prostokątny płat tkaniny o proporcjach 5:8, podzielony na trzy równe poziome pasy: złoty, czerwony i biały.                                                                                                  |
| Miasto i gmina Pakość    |      | Flaga gminy to prostokątny płat tkaniny o proporcjach 5:8 koloru białego z błękitną ramką, w którego centralnej części umieszczono herb gminy. |
| Gmina Rojewo             |      | Flaga gminy została ustanowiona uchwałą nr XXXVIII/248/2002 z 20 czerwca 2002. Jest to prostokątny płat tkaniny o proporcjach 5:8, podzielony na trzy równe pionowe pasy: żółty, czerwony i biały. W jego centralnej części umieszczono godło z herbu gminy.            |
| Gmina Złotniki Kujawskie |      | Flaga gminy została ustanowiona uchwałą nr XXX/313/2001 z 30 października 2001. Jest to prostokątny płat tkaniny o proporcjach 5:8, podzielony na cztery równe poziome pasy: czerwony, żółty, biały i czerwony. W jego centralnej części może znajdować się herb gminy. |

### Powiat lipnowski
| Gmina                            | Wzór | Opis |
| -------------------------------- | ---- | --- |
| Gmina Chrostkowo                 |      | Flaga gminy, autorstwa Krzysztofa Mikulskiego, została ustanowiona uchwałą nr XII/71/2016 z 27 czerwca 2016. Jest to prostokątny płat tkaniny o proporcjach 5:8 koloru błękitnego, w którego centralnej części umieszczono godło z herbu gminy.                                                                                       |
| Miasto i gmina Dobrzyń nad Wisłą |      | Flaga gminy to prostokątny płat tkaniny, podzielony na trzy równe poziome pasy: niebieski, złoty i zielony. |
| Miasto i gmina Kikół             |      | Flaga gminy została ustanowiona uchwałą nr XXII/152/02 z 8 maja 2002. Jest to prostokątny płat tkaniny o proporcjach 5:8, podzielony na trzy równe pionowe pasy: biały, czerwony i żółty. W jego centralnej części umieszczono godło z herbu gminy.                                                                                   |
| Miasto Lipno                     |      | Flaga miasta została ustanowiona uchwałą nr XLV/435/2014 z 17 września 2014. Jest to prostokątny płat tkaniny o proporcjach 5:8, podzielony na trzy poziome pasy: zielony, biały i czerwony w stosunku 1:5, 3:5 i 1:5. W jego centralnej części umieszczono godło z herbu miasta.                                                     |
| Gmina Lipno                      |      | Flaga gminy, autorstwa Krzysztofa Mikulskiego i Lecha-Tadeusza Karczewskiego, została ustanowiona uchwałą nr XXXVI/239/14 z 24 czerwca 2014. Jest to prostokątny płat tkaniny o proporcjach 5:8, podzielony na dwa poziome pasy: błękitny i zielony w stosunku 4:1. W centralnej części górnego pasa umieszczono godło z herbu gminy. |
| Gmina Tłuchowo                   |      | Flaga gminy została ustanowiona uchwałą nr XXIX/183/2010 z 15 czerwca 2010. Jest to prostokątny płat tkaniny o proporcjach 5:8, podzielony na dwie równe części: lewą błękitną, z godłem z herbu gminy i prawą, podzieloną na pięć równych poziomych pasów: trzy błękitne i dwa żółte.                                                |
| Gmina Wielgie                    |      | Flaga gminy, autorstwa Lecha-Tadeusza Karczewskiego, została ustanowiona uchwałą nr XLV/284/10 z 1 października 2010. Jest to prostokątny płat tkaniny o proporcjach 5:8, podzielony na trzy pionowe pasy: dwa żółte i czerwone w stosunku 1:2:1. W jego centralnej części umieszczono godło z herbu gminy.                           |

### Powiat mogileński
| Gmina                   | Wzór | Opis |
| ----------------------- | ---- | --- |
| Gmina Dąbrowa           |      | Flaga gminy to prostokątny płat tkaniny o proporcjach 5:8, podzielony na trzy pionowe pasy: dwa zielone i żółty. W jego centralnej części umieszczono herb gminy.                                                                       |
| Miasto i gmina Mogilno  |      | Obecnie flaga gminy to prostokątny płat tkaniny o proporcjach 5:8, podzielony na dwie części w stosunku 5:3: lewą błękitną, z godłem z herbu gminy i prawą, podzieloną na siedem równych poziomych pasów: cztery błękitne i trzy złote. |
| Miasto i gmina Strzelno |      | Flaga gminy to prostokątny płat tkaniny o proporcjach 5:8, podzielony na trzy równe poziome pasy: dwa czerwone i biały. W jego centralnej części umieszczono herb gminy.                                                                |

### Powiat nakielski
| Gmina                            | Wzór | Opis |
| -------------------------------- | ---- | --- |
| Miasto i gmina Kcynia            |      | Obecna wersja flagi gminy, autorstwa Kamila Wójcikowskiego i Roberta Fidury, została ustanowiona uchwałą nr XII/87/2015 z 27 sierpnia 2015. Jest to prostokątny płat tkaniny o proporcjach 5:8, podzielony na trzy poziome pasy: dwa czerwone i biały w stosunku 1:8:1. W jego centralnej części umieszczono herb gminy. |
| Miasto i gmina Mrocza            |      | Flaga gminy to prostokątny płat tkaniny koloru zielonego, w którego centralnej części umieszczono herb gminy. |
| Miasto i gmina Nakło nad Notecią |      | Flaga gminy została ustanowiona w czerwcu 1999. Jest to prostokątny płat tkaniny koloru błękitnego, w którego centralnej części umieszczono herb gminy, a pod nim białą poziomą linię falistą. |
| Miasto i gmina Szubin            |      | Flaga gminy została ustanowiona uchwałą nr XXIII/211/05 z 10 lutego 2005. Jest to prostokątny płat tkaniny o proporcjach 5:8, podzielony z lewa w skos białym pasem na dwie części: górną czerwoną i dolną zieloną. W jego centralnej części umieszczono herb gminy.                                                     |

### Powiat radziejowski
| Gmina                            | Wzór | Opis |
| -------------------------------- | ---- | --- |
| Gmina Bytoń                      |      | Flaga gminy została ustanowiona uchwałą nr XXXV/169/2002 z 10 września 2002. Jest to prostokątny płat tkaniny o proporcjach 5:8, podzielony na trzy pionowe pasy: żółty, niebieski i biały w stosunku 1:2:1. |
| Gmina Dobre                      |      | Flaga gminy została ustanowiona 18 czerwca 1998. Jest to prostokątny płat tkaniny o proporcjach 5:8, podzielony na trzy pionowe pasy: dwa węższe żółte i błękitny. W jego centralnej części umieszczono godło z herbu gminy. |
| Gmina Osięciny                   |      | Flaga gminy, autorstwa Krzysztofa Mikulskiego i Lecha-Tadeusza Karczewskiego, została ustanowiona uchwałą nr XXI/199/2017 z 12 czerwca 2017. Jest to prostokątny płat tkaniny o proporcjach 5:8 koloru czerwonego, w którego centralnej części umieszczono godło z herbu gminy.                                                                    |
| Miasto i gmina Piotrków Kujawski |      | Flaga gminy, autorstwa Lecha-Tadeusza Karczewskiego, została ustanowiona uchwałą nr XXIV/147/2021 z 25 czerwca 2021. Jest to prostokątny płat tkaniny o proporcjach 5:8, podzielony na trzy poziome pasy: zielony, biały i czerwony w stosunku 1:4:1. W jego centralnej części umieszczono herb gminy.                                             |
| Miasto Radziejów                 |      | Flaga miasta to prostokątny płat tkaniny, podzielony na trzy poziome pasy: niebieski, żółty i czerwony. W jego centralnej części umieszczono herb miasta. |
| Gmina Radziejów                  |      | Flaga gminy to prostokątny płat tkaniny o proporcjach 5:8, podzielony na cztery pionowe pasy: żółty, czarny, biały i czerwony w stosunku 1:1:1:6. |
| Gmina Topólka                    |      | Pierwsza wersja flagi gminy, autorstwa Krzysztofa Dorcza, została ustanowiona uchwałą nr XII/86/2000 z dnia 27 kwietnia 2000, obecna wersja, tego samego autora, została ustanowiona uchwałą nr IX/50/24 z 30 grudnia 2024. Jest to prostokątny płat tkaniny o proporcjach 5:8 koloru żółtego, w którego centralnej części umieszczono herb gminy. |

### Powiat rypiński
| Gmina          | Wzór | Opis |
| -------------- | ---- | --- |
| Gmina Brzuze   |      | Flaga gminy została ustanowiona uchwałą nr XLI/238/2022 z 28 października 2022. Jest to prostokątny płat tkaniny o proporcjach 5:8, podzielony na trzy poziome pasy: zielony, biały i błękitny w stosunku 1:2:1. W jego centralnej części umieszczono herb gminy. |
| Miasto Rypin   |      | Flaga miasta została ustanowiona 12 lutego 1996. Jest to prostokątny płat tkaniny, podzielony na cztery równe poziome pasy: niebieski, biały, czerwony i niebieski.                                                                                               |
| Gmina Rypin    |      | Flaga gminy została ustanowiona uchwałą nr XXX/171/13 z 17 września 2013. Jest to prostokątny płat tkaniny o proporcjach 5:8. podzielony na dwa równe poziome pasy: żółty i czerwony. W jego centralnej części umieszczono herb gminy.                            |
| Gmina Skrwilno |      | Flaga gminy została ustanowiona uchwałą nr XI/88/2000 z 30 sierpnia 2000. Jest to prostokątny płat tkaniny o proporcjach 5:8, podzielony na trzy pionowe pasy: dwa czerwone i żółty w stosunku 1:3:1. W jego centralnej części umieszczono herb gminy.            |
| Gmina Wąpielsk |      | Flaga gminy została ustanowiona uchwałą nr XLII/224/17 z 28 lipca 2017. Jest to prostokątny płat tkaniny o proporcjach 5:8, podzielony na trzy równe poziome pasy: żółty, czerwony i biały. W jego centralnej części umieszczono herb gminy.                      |

### Powiat sępoleński
| Gmina                             | Wzór | Opis |
| --------------------------------- | ---- | --- |
| Miasto i gmina Kamień Krajeński   |      | Flaga gminy została ustanowiona uchwałą nr XXXII/253/2010 z 31 marca 2010. Jest to prostokątny płat tkaniny o proporcjach 5:8 koloru błękitnego, z którego lewej strony płata umieszczono godło z herbu gminy.                         |
| Miasto i gmina Sępólno Krajeńskie |      | Flaga gminy została ustanowiona uchwałą nr XXXI/271/05 z 25 maja 2005. Jest to prostokątny płat tkaniny o proporcjach 5:8, podzielony z prawa w skos na dwie części: górną niebieską, z godłem z herbu gminy w kantonie i dolną żółtą. |
| Miasto i gmina Więcbork           |      | Flaga gminy to prostokątny płat tkaniny o proporcjach 5:16, podzielony na trzy równe pionowe pasy: dwa błękitne i biały. W jego centralnej części umieszczono herb miasta z napisem "Więcbork" ponad nim.                              |

### Powiat świecki
| Gmina                  | Wzór | Opis |
| ---------------------- | ---- | --- |
| Gmina Bukowiec         |      | Flaga gminy została ustanowiona uchwałą nr XXIV/199/2005 z 30 sierpnia 2005. Jest to prostokątny płat tkaniny o proporcjach 5:8 koloru czerwonego, w którego centralnej części umieszczono godło z herbu gminy.                                                                |
| Gmina Dragacz          |      | Flaga gminy została ustanowiona uchwałą nr IV/21/11 z 26 stycznia 2011. Jest to prostokątny płat tkaniny o proporcjach 5:8, podzielony na trzy poziome pasy: niebieski, żółty i zielony w stosunku 1:3:1.                                                                      |
| Gmina Drzycim          |      | Flaga gminy została ustanowiona uchwałą nr XXXII/247/2018 z 19 lipca 2018. Jest to prostokątny płat tkaniny o proporcjach 5:8 koloru błękitnego, w którego centralnej części umieszczono godło z herbu gminy.                                                                  |
| Gmina Lniano           |      | Flaga gminy została ustanowiona uchwałą nr XXI/150/2012 z 27 września 2012. Jest to prostokątny płat tkaniny o proporcjach 5:8, podzielony na trzy poziome pasy: dwa niebieskie i biały w stosunku 1:4:1. W jego centralnej części umieszczono herb gminy.                     |
| Miasto i gmina Nowe    |      | Flaga gminy została ustanowiona uchwałą nr XXXI/180/09 z 27 maja 2009. Jest to prostokątny płat tkaniny o proporcjach 5:8, podzielony na cztery poziome pasy: czerwony, biały, niebieski i biały. W jego centralnej części umieszczono herb gminy.                             |
| Miasto i gmina Pruszcz |      | Flaga gminy została ustanowiona uchwałą nr XLVI/336/2002 z 10 października 2002. Jest to prostokątny płat tkaniny o proporcjach 5:8, podzielony na dwa równe pionowe pasy: biały z herbem gminy i zielony.                                                                     |
| Miasto i gmina Świecie |      | Flaga gminy, autorstwa Mirosława Lorcha, została ustanowiona 29 sierpnia 1996. Jest to prostokątny płat tkaniny o proporcjach 3:5, podzielony na cztery poziome pasy: błękitny, biały, czerwony i biały w stosunku 19:6:6:19. W jego centralnej części umieszczono herb gminy. |
| Gmina Świekatowo       |      | Flaga gminy została ustanowiona uchwałą nr XIV/124/05 z 14 stycznia 2005. Jest to prostokątny płat tkaniny o proporcjach 5:8 koloru błękitnego, w którego centralnej części umieszczono godło z herbu gminy.                                                                   |
| Gmina Warlubie         |      | Flaga gminy została ustanowiona uchwałą nr XXIV/181/05 29 listopada 2005. Jest to prostokątny płat tkaniny o proporcjach 5:8 koloru błękitnego, w którego centralnej części umieszczono godło z herbu gminy.                                                                   |

### Miasto Toruń
| Wzór | Opis |
| ---- | --- |
|      | Flaga miasta została ustanowiona 15 kwietnia 1999. Jest to prostokątny płat tkaniny, podzielony na dwa równe poziome pasy: biały i niebieski. W jego centralnej części umieszczono herb miasta. |

### Powiat toruński
| Gmina                  | Wzór | Opis |
| ---------------------- | ---- | --- |
| Miasto Chełmża         |      | Flaga miasta to prostokątny płat tkaniny o proporcjach 5:8 koloru błękitnego, w którego prawym dolnym rogu umieszczono herb miasta. |
| Gmina Chełmża          |      | Flaga gminy to prostokątny płat tkaniny, podzielony na dwa równe poziome pasy: biały i zielony. |
| Gmina Czernikowo       |      | Flaga gminy to prostokątny płat tkaniny, podzielony z lewa w skos czarno-żółtym pasem na dwie części: górną białą, z herbem gminy i dolną czerwoną. |
| Gmina Lubicz           |      | Flaga gminy została ustanowiona uchwałą nr XXXIV/552/2001 z 29 czerwca 2001. Jest to prostokątny płat tkaniny o proporcjach 5:8, podzielony na trzy równe pionowe pasy: biały, czerwony i niebieski. |
| Gmina Łysomice         |      | Flaga gminy, autorstwa Jana Wroniszewskiego i Krzysztofa Mikulskiego, została ustanowiona uchwałą nr XXII/132/2012 z 27 sierpnia 2012. Jest to prostokątny płat tkaniny o proporcjach 5:8, podzielony na dwa poziome pasy: biały i zielony w stosunku 4:1. W jego centralnej części umieszczono godło z herbu gminy. |
| Gmina Obrowo           |      | Flaga gminy została ustanowiona uchwałą nr XVI/113/2008. Jest to prostokątny płat tkaniny o proporcjach 5:8, podzielony na trzy poziome pasy: dwa błękitne i żółty w stosunku 1:3:1. Na obu pasach umieszczono symbole z herbu gminy.                                                                                |
| Gmina Wielka Nieszawka |      | Flaga gminy została ustanowiona uchwałą nr XVII/89/00 z 27 maja 2000. Jest to prostokątny płat tkaniny o proporcjach 5:8, podzielony na trzy równe pionowe pasy: dwa czarne i biały. W lewym górnym rogu płata umieszczono herb gminy.                                                                               |
| Gmina Zławieś Wielka   |      | Flaga gminy została ustanowiona uchwałą nr XX/231/2002 z 26 kwietnia 2002. Jest to prostokątny płat tkaniny o proporcjach 5:8, podzielony na dwa równe pionowe pasy: biały z herbem gminy i czerwony. |

### Powiat tucholski
| Gmina                  | Wzór | Opis |
| ---------------------- | ---- | --- |
| Gmina Cekcyn           |      | Flaga gminy została ustanowiona 12 czerwca 1998. Jest to prostokątny płat tkaniny o proporcjach 5:8, podzielony na trzy równe poziome pasy: dwa żółte i zielony. W jego centralnej części umieszczono godło z herbu gminy.                                                      |
| Gmina Kęsowo           |      | Flaga gminy, autorstwa Krzysztofa Mikulskiego i Lecha-Tadeusza Karczewskiego, została ustanowiona uchwałą nr XXXVI/210/2010 z 11 marca 2010. Jest to prostokątny płat tkaniny o proporcjach 5:8 koloru czerwonego, w którego centralnej części umieszczono godło z herbu gminy. |
| Gmina Lubiewo          |      | Flaga gminy to prostokątny płat tkaniny, podzielony na trzy pionowe pasy: dwa żółte i czerwony w stosunku 1:3:1. W jego centralnej części umieszczono herb gminy. |
| Miasto i gmina Tuchola |      | Flaga gminy została ustanowiona uchwałą nr XLI/347/14 z 25 kwietnia 2014. Jest to prostokątny płat tkaniny o proporcji 5:8 koloru srebrnego, na który nałożono błękitny krzyż. W jego centralnej części umieszczono herb gminy.                                                 |

### Powiat wąbrzeski
| Gmina             | Wzór | Opis |
| ----------------- | ---- | --- |
| Gmina Dębowa Łąka |      | Flaga gminy została ustanowiona uchwałą nr 13/06 z 3 maja 2006. Jest to prostokątny płat tkaniny o proporcjach 5:8, podzielony na dwa poziome pasy: zielony i czerwony w stosunku 2:1. Z lewej strony płata umieszczono herb gminy. |
| Gmina Książki     |      | Flaga gminy została ustanowiona uchwałą nr XLII/212/14 z 29 stycznia 2014. Jest to prostokątny płat tkaniny o proporcjach 5:8 koloru czerwonego, ze srebrnym klinem w jego centralnej części. Na środku klina umieszczono herb gminy. |
| Miasto Wąbrzeźno  |      | Pierwsza wersja flagi miasta została ustanowiona 18 września 1996. Obecny wygląd, autorstwa Krzysztofa Mikulskiego i Lecha-Tadeusza Karczewskiego, został ustanowiony uchwałą nr XXXII/205/21 z 8 września 2021. Jest to prostokątny płat tkaniny o proporcjach 5:8, podzielony na pięć poziomych pasów: czerwony, żółty, czerwony, czarny i czerwony w stosunku 8:1:1:1:1. W lewym górnym rogu płata umieszczono godło z herbu miasta. |

### Miasto Włocławek
| Wzór | Opis |
| ---- | --- |
|      | Flaga miasta to płat tkaniny w formie chorągwi, podzielony na dwa równe pionowe pasy: czerwony i żółty. W lewym górnym rogu umieszczono godło z herbu miasta. |

### Powiat włocławski
| Gmina                          | Wzór | Opis |
| ------------------------------ | ---- | --- |
| Miasto i gmina Brześć Kujawski |      | Flaga gminy, autorstwa Krzysztofa Dorcza, została ustanowiona uchwałą nr XXXV/292/2021 z 18 listopada 2021. Jest to prostokątny płat tkaniny o proporcjach 5:8, podzielony na trzy pionowe pasy: dwa czerwone i biały w stosunku 1:6:1. W jego centralnej części umieszczono herb gminy. |
| Miasto i gmina Chodecz         |      | Flaga gminy została ustanowiona uchwałą nr XIV/88/04 25 lutego 2004. Jest to prostokątny płat tkaniny o proporcjach 5:8 koloru czerwonego, w którego centralnej części umieszczono godło z herbu gminy.                                                                                  |
| Gmina Choceń                   |      | Flaga gminy została ustanowiona uchwałą nr XIII/100/12 z 23 lutego 2012. Jest to prostokątny płat tkaniny o proporcjach 5:8 koloru błękitnego, przecięty z prawa w skos biało-czerwoną szachownicą. W lewym górnym rogu płata umieszczono srebrną krzywaśń pastorału.                    |
| Gmina Fabianki                 |      | Flaga gminy to prostokątny płat tkaniny koloru niebieskiego, w którego centralnej części umieszczono godło z herbu gminy. |
| Miasto Kowal                   |      | Flaga gminy to prostokątny płat tkaniny o proporcjach 5:8, podzielony na trzy równe poziome pasy: biały, żółty i czerwony. W jego centralnej części umieszczono herb gminy. |
| Gmina Lubanie                  |      | Flaga gminy została ustanowiona uchwałą nr VI/38/07 29 czerwca 2007. Jest to prostokątny płat tkaniny o proporcjach 5:8, podzielony na cztery równe poziome pasy: żółty, czerwony, biały i błękitny. W jego centralnej części może znajdować się herb gminy.                             |
| Miasto i gmina Lubień Kujawski |      | Flaga gminy to prostokątny płat tkaniny o proporcjach 5:9, podzielony na dwa poziome pasy: żółty i zielony w stosunku 2:1. W centralnej części górnego pasa umieszczono herb gminy. |
| Miasto i gmina Lubraniec       |      | Flaga miasta to prostokątny płat tkaniny o proporcjach 5:8, podzielony na trzy poziome pasy: zielony, brązowy i czerwony w stosunku 2:1:2. W lewym górnym rogu płata umieszczono herb gminy.                                                                                             |
| Gmina Włocławek                |      | Flaga gminy została ustanowiona uchwałą nr XXVI/181/20 z 15 września 2020. Jest to prostokątny płat tkaniny o proporcjach 5:8, podzielony na pięć poziomych pasów: czerwony, żółty, czarny, biały i czerwony w stosunku 5:1:1:1:5.                                                       |

### Powiat żniński
| Gmina                                | Wzór | Opis |
| ------------------------------------ | ---- | --- |
| Miasto i gmina Barcin                |      | Flaga gminy to prostokątny płat tkaniny o proporcjach 5:8 koloru białego, w którego centralnej części umieszczono herb gminy. |
| Miasto i gmina Gąsawa                |      | Flaga gminy została ustanowiona uchwałą nr XVIII/121/08 z 30 grudnia 2008. Jest to prostokątny płat tkaniny o proporcjach 5:8, podzielony na dwa równe poziome pasy: czerwony i biały. W jego centralnej części umieszczono herb gminy. |
| Miasto i gmina Janowiec Wielkopolski |      | Flaga miasta to prostokątny płat tkaniny o proporcjach 5:8, podzielony na trzy równe poziome pasy: biały, żółty i błękitny. W jego centralnej części umieszczono herb gminy.                                                            |
| Miasto i gmina Łabiszyn              |      | Flaga gminy została ustanowiona uchwałą nr XIII/121/12 z 28 marca 2012. Jest to prostokątny płat tkaniny o proporcjach 5:8 koloru błękitnego, w którego centralnej części umieszczono godło z herbu gminy.                              |
| Gmina Rogowo                         |      | Flaga gminy została ustanowiona uchwałą nr XXVII/169/09 z 16 marca 2009. Jest to prostokątny płat tkaniny o proporcjach 5:8 koloru czerwonego, w którego centralnej części umieszczono godło z herbu gminy.                             |
| Miasto i gmina Żnin                  |      | Flaga gminy została ustanowiona uchwałą nr V/37/2003 z 28 marca 2003. Jest to prostokątny płat tkaniny o proporcjach 5:8 koloru błękitnego, w którego centralnej części umieszczono godło z herbu gminy.                                |